# NGC 1061
NGC 1061 ist eine Spiralgalaxie vom Hubble-Typ Sd im Sternbild Dreieck am Nordsternhimmel. Sie ist schätzungsweise 184 Millionen Lichtjahre von der Milchstraße entfernt und hat einen Durchmesser von etwa 50.000 Lj.
Das Objekt wurde im Jahr 1849 von George Johnstone Stoney mit Hilfe William Parsons Teleskop Leviathan entdeckt.